# Равенски егзархат
Равенски егзархат је био центар византијске моћи у Италији, од краја 6. века до 751, када су последњег егзарха убили Лангобарди, царски непријатељи у Италији. Франци су 756. победили Лангобарде, али већину егзархата су предали папи.

## Увод
Равена је под царом Хоноријем 402. године постала резиденција владара Западног римског царства због своје луке са приступом Јадранском мору и због одличне обрамбене позиције. Град је остао политички центар царства све до пада Западног римског царства 476, када је Равена постала престоница Одоакара, а затим остроготскога краља Теодорика Великога. Остала је главни град остроготске краљевине, али Равену је заузео византијски генерал Велизар 540. за време Готског рата (535—552). Равена је након тога постала седиште провинцијског гувернера.
Под претњом лангобардске инвазије, која је започела 568, Равена је постала седиште царског егзархата. Егзархат је створен и организован током власти византијског цара Маврикија (582—602), јер је царска влада препознала нужност да буде спремна на нову и дугу борбу.

## Егзархат
Егзархат је био организован у групу војводстава (тј. Војводство Рима, Војводство Венеције, Војводство Калабрије, Луканије, Сполета итд.), која су углавном били обални градови на Италијанском полуострву. Лангобарди су имали предност у унутрашњости.
Војни и политички поглавар над царским поседима је био сам егзарх, који је у Равени био представник цара из Константинопоља. Околне територије су досезале границу са Венецијом на северу, па су ишле до Пентаполиса код Риминија, тј. границе пет градова у регији Марке дуж Јадранске обале. У саставу егзархата је било и градова, као Форли, који нису били на обали. Цела та територија лежала је на источним странама Апенина. Та територија је била егзархат у ужем смислу и била је под директном егзарховом управом. Околним територијама су управљале војводе и magistri militium и те територије су биле мање подложне егзарховом ауторитету. Из перспективе Константинопоља, егзархат је представљао једну провинцију Италије.
Егзархат у Равени није био једина византијска провинција у Италији. Византијска Сицилија је имала посебну власт. Корзика и Сардинија су припадали Афричком егзархату.
Лангобарди су имали главни град у Павији и контролисали су велику долину реке По. Лангобардски клин се протезао до југа, а успоставили су војводства као Војводство Сполето и Војводство Беневенто. Они су контролисали унутрашњост, а византијски гувернери су контролисали обалу.
Пијемонт, Ломбардија, главна унутрашњост од Венеције, Тоскана и унутрашњост од Напуља припадали су Лангобардима и мало по мало царски представници у Италији губили су праву власт, иако су само на папиру контролисали Лигурију. Лигурију су потпуно изгубили 640. године. Исто тако су јако мало контролисали Напуљ и Калабрију, коју је прегазило лангобардијско војводство Беневенто. У Риму папа је био прави господар.
На крају, око 740, егзархат се састојао од Истре, Венеције (сем саме лагуне на којој је град Венеција), Фераре, Равене са Пентаполисом и Перуђе. Сви ти делови Италије, које је цар Јустинијан вратио под власт Византије, или су заузели Лангобарди или су изгубљени као делови око Рима, када се папа коначно одвојио за време иконокластичких реформи. Лангобарди су 750. заузели и саму Равену.
Односи између папе у Риму и егзарха у Равени били су такви да су могли помоћи или одмоћи царству. Папство је могло бити покретач локалног незадовољства. Стара римска сенаторска аристократија замерала је да њима влада егзарх, кога су многи сматрали наметљивим странцем. Егзарх се зато суочавао са претњама и споља и изнутра. У својој унутрашњој историји егзархат је био под утицајима, који су доводили до поделе суверенитета и успостављања феудализма у Европи. Корак по корак и упркос напорима царева у Константинопољу, велики царски службеници су постајали локални земљопоседници. Њихови рођаци или помоћници постајали би мањи поседници и закупци, а та савезништва су утицала на царску администрацију.
У међувремену је било потребно да се царске територије бране од Лангобарда, па су створене локалне милиције, које су најпре биле у саставу царских јединица, али постепено су локалне милиције постајале независне, јер је њихова регрутација била локалног карактера. Ти наоружани људи формирали су exercitus romanae militiae, које су били претходница слободних наоружаних грађана у италијанским градовима у средњем веку. Други градови егзархата организовали су се по истом моделу.

## Крај егзархата
За време 6. и 7. века претећа опасност од Лангобарда и Франака и расцеп између источнога и западног хришћанства изазван иконоборством и ривалитетом папе и патријарха у Константинопољу, учинио је позицију егзарха неодрживом. Равена је остала седиште егузарха све до побуне 727. због иконоборства. Последњега егзарха у Равени убили су Лангобарди 751. године.
Егзархат је реорганизован као Катапанат Италије са седиштем у Барију. Сарацени су заузели Бари 858, а Византија га вратила 878. године.
Када су Франци 756. победили Лангобарде и истерали их, папа Стефан II је полагао право на егзархат. Његов савезник краљ Франака Пипин Мали поклонио је освојене земље бившега егзархата папству 756. године. Ту донацију је потврдио и Карло Велики 774. године. То је означило почетак световне власти папа (Патримонија светог Петра). Надбискупије унутар егзрхата развиле су традицију секуларне власти и независности, што је допринело локализацији моћи. Три века касније та независност ће довести до појаве независних општина. 
Егзархат је нестао, али остали су мали остаци царских поседа на италијанском копну. То су били Напуљ и Калабрија, које су дошле под контролу византијског Катапаната Италије. Када су Арапи заузели Сицилију у 9. веку, остаци византијских територија су организовани у теме од Калабрије и Ломбардије. Истра је прикључена Далмацији, која је тада била у византијском поседу.

## Егзарси од Равене
Напомена: За поједине егзархе постоји извесна неизвесност о тачним временима службе
- Десије (584—585)
- Смарагд (585—589) умро 611
- Роман (589—598)
- Калиник (598—603)
- Смарагд (други пут) (603—611)
- Јован I Лемигије (611—615)
- Елеутерије (616—619) умро 620
- Исак (625—643)
- Теодор I Калиоп (643—с. 645)
- Платон (c. 645—649)
- Олимпије (649—652)
- Теодор I Калиоп (други пут) (653—пре 666)
- Григорије (око 666—678)
- Теодор II (678—687)
- Јован II Платин (687—702)
- Теофилакт (702—710)
- Јован III Рицокопо (710—711)
- Ентихије (711—713)
- Схоластик (713—726)
- Павле (726—727)
- Еутихије (728—752)